# La Cayetana
La Cayetana  es una murga uruguaya participó por primera vez en el Carnaval en 2020. Su director responsable es Martín Sosa, actor y director artístico de la murga de San Carlos. Los letristas son Christian Ibarzabal y Martín Sosa.

## Biografía
Su nombre es en honor al músico carolino Cayetano Silva, que es autor de la marcha de San Lorenzo, entre otras obras.
En 2023 su espectáculo se llamó: “El club de los conspiranoicos”.
En 2024 La Cayetana creó su espectáculo Motín, le dedicó una de presentación al presidente Javier Milei y su proclama libertaria.

## Posiciones
| 2020 | 2021          | 2022 | 2023 | 2024 | 2025 |
| ---- | ------------- | ---- | ---- | ---- | ---- |
| 12°  | no sé realizó | 7°   | 11°  | 7°   | 13°  |

     No accedió a la liguilla

## Discografía
- 2022, Roto